# Будский сельсовет (Могилёвская область)
Бу́дский сельсовет (бел.  Будскі сельсавет) — упразднённая административно-территориальная единица на территории Горецкого района Могилёвской области Белоруссии.

## История
Упразднён в 2007 году. Населённые пункты включены в состав Паршинского сельсовета.

## Состав
Включал 8 населённых пунктов:
- Большое Морозово — деревня.
- Буды — деревня.
- Квартяны — деревня.
- Котелево — деревня.
- Малое Морозово — деревня.
- Никулино — деревня.
- Славики — деревня.
- Турищево — деревня.